# José Gabriel Díaz Cueva
José Gabriel Díaz Cueva (* 13. Juni  1925 in Cuenca; † 26. Januar 2018 ebenda) war ein ecuadorianischer Geistlicher und römisch-katholischer Bischof von Azogues sowie Weihbischof in Guayaquil.

## Leben
José Gabriel Díaz Cueva empfing am 15. Oktober 1950 die Priesterweihe.
Papst Paul VI. ernannte ihn am 13. Januar 1964 zum Weihbischof in Guayaquil und Titularbischof von Arae in Numidia. Der Erzbischof von Cuenca Manuel de Jesús Serrano Abad spendete ihm am 3. März desselben Jahres die Bischofsweihe. Mitkonsekratoren waren Bernardino Carlos Guillermo Honorato Echeverría Ruiz OFM, Erzbischof von Guayaquil, und Luis Alfredo Carvajal Rosales, Weihbischof in Porto Velho.
1967 wurde er zum Weihbischof in Cuenca ernannt. Am 26. Juni 1968 ernannte ihn der Papst zum ersten Bischof des mit gleichem Datum errichteten Bistums Azogues. Am 29. April 1975 nahm Papst Paul VI. seinen Verzicht auf das Bistum Azogues an und ernannte ihn erneut zum Weihbischof in Guayaquil. Am 18. Dezember 1999 nahm Johannes Paul II. kurz vor Erreichen der Altersgrenze von 75 Jahren seinen Rücktritt an.